# Mo(nu)ment Melancholia
Het Mo(nu)ment Melancholia is een kunstwerk in de Bloemenhofwijk in de Belgische stad Brussel. Het is een  creatie van de Zuid-Afrikaanse kunstenaar Kendell Geers, die zelf enige tijd in de Bloemenhofwijk heeft gewoond. Het prijskaartje van het kunstwerk is 50.000 euro. 

## Ligging
Het kunstwerk is in 2016 geplaatst in de Grootsermentstraat 22 in de Bloemenhofwijk en is er gekomen dankzij de ondersteuning van het wijkcontract Bloemenhof. Een wijkcontract voorziet de openbare ruimtes van kunst en is een manier om te investeren in de meest kwetsbare wijken.

## Artistiek proces

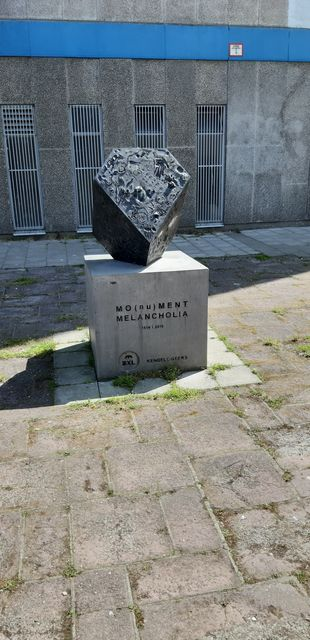
afbeelding van het Monument melancholia

Voor de inspiratie en de creatie van het kunstwerk waren de wijkbewoners nauw betrokken. De kunstenaar Kendell Geers heeft voor zijn werk met tal van mensen van de wijk gesproken en hen gevraagd om persoonlijke herinneringen en tekeningen in kleitabletten te krassen. Deze kleitabletten werden omgezet in mallen en erna in brons gegoten. De vorm van het werk is geïnspireerd op een gelijknamige gravure van Albrecht Dürer. De kracht van het kunstwerk is dat het de persoonlijke verhalen die de bewoners van de wijk te vertellen hadden weerspiegelt.